# Augignac
Augignac, okzitanisch  Auginhac, ist eine französische Gemeinde mit 825 Einwohnern (Stand 1. Januar 2022) im Département Dordogne in der Region Nouvelle-Aquitaine (vor 2016 Aquitanien). Sie gehört zum Arrondissement Nontron, zum Kanton Périgord Vert Nontronnais und zum Gemeindeverband Périgord Nontronnais. Die Einwohner werden als Augignacois bzw. Augignacoises bezeichnet.

## Etymologie
Die Ortsbezeichnung Augignac leitet sich wahrscheinlich vom gallischen oder germanischen Eigennamen Algeinus oder Adgennus, möglicherweise auch von einem gallorömischen Eigennamen Aligenus ab, gefolgt von dem Suffix -acum (jetzt -ac), das ein Anwesen bezeichnet. Im Jahr 1315 wird das heutige Augignac erstmals als Auginhac erwähnt und 50 Jahre später in der latinisierten Form Auguilhacum. 1864 hieß die Gemeinde noch Auginiac.

## Geographie

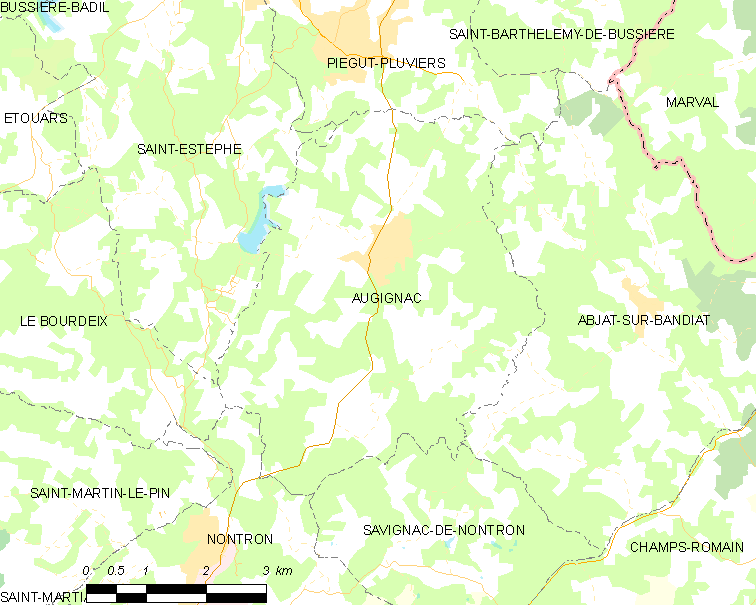
Lagekarte von Augignac

Augignac liegt im Périgord Vert und im Regionalen Naturpark Périgord-Limousin und ist zirka zehn Kilometer von dem südsüdwestlich gelegenen Nontron und knappe fünf Kilometer von dem im Norden liegenden Piégut-Pluviers entfernt.
Augignac wird von folgenden sieben Gemeinden umgeben:
| Bussière-Badil | Piégut-Pluviers                             | Abjat-sur-Bandiat   |
| Saint-Estèphe  | Kompassrose, die auf Nachbargemeinden zeigt | Abjat-sur-Bandiat   |
| Le Bourdeix    | Nontron                                     | Savignac-de-Nontron |

Zum Gemeindegebiet von Augignac gehören folgende Weiler, Gehöfte, Mühlen, Schlösser und Geländepunkte:
Bel-Air, Bois de Château Reynaud, Boudignac, Château Reynaud, Chez Pey, Clos Neuf, Étang des Merles, Étang Millau, Font de Pique, La Beaufarie, La Cornadelle, La Ferrière, La Franche, La Garde, La Petite Tavernerie, La Tavernerie, Lacour, Lafarge, Lapeyre, Laubanie, Le Clos des Landes, Le Clos Neuf, Le Fagnou, Le Ménichou, Le Moulin de Lapeyre, Le Moulin de Nebout, Le Moulin de Tignac, Le Point du Jour, Le Semis, Le Tupet, Les Brégères, Les Chadauds, Les Landes, Les Moutas, Les Petits Champs, Leygurat, Maine du Bost, Maison Neuve, Manzac, Nauvialle, Pouzol, Puy du Pin, Puybégout, Roc de Poperdu, Rochefoulée, Rochers de Rochezide, Roubardières und Tignac.
Der topographisch tiefste Punkt des Gemeindegebietes liegt mit 189 Meter über N. N. am Bandiat bei Chez Baillot (bereits Savignac-de-Nontron) im Süden. Der höchste Punkt mit 306 Meter über N. N. befindet sich in der Nähe von Laubanie im Norden. Die absolute Höhendifferenz beträgt 117 Meter. Der Ortskern befindet sich auf 271 Meter Meerhöhe.

### Verkehrsanbindung
Durch den Ortskern von Augignac verläuft die D 675 von Rochechouart nach Nontron (in Nord-Süd-Richtung). Den Ortskern quert ferner eine in Ost-West-Richtung verlaufende Kommunalstraße von Abjat-sur-Bandiat nach Saint-Estèphe.

### Fernwanderweg
Das Gemeindegebiet wird vom Fernwanderweg GR 4 von Royan nach Grasse durchquert.

### Bodenbedeckung

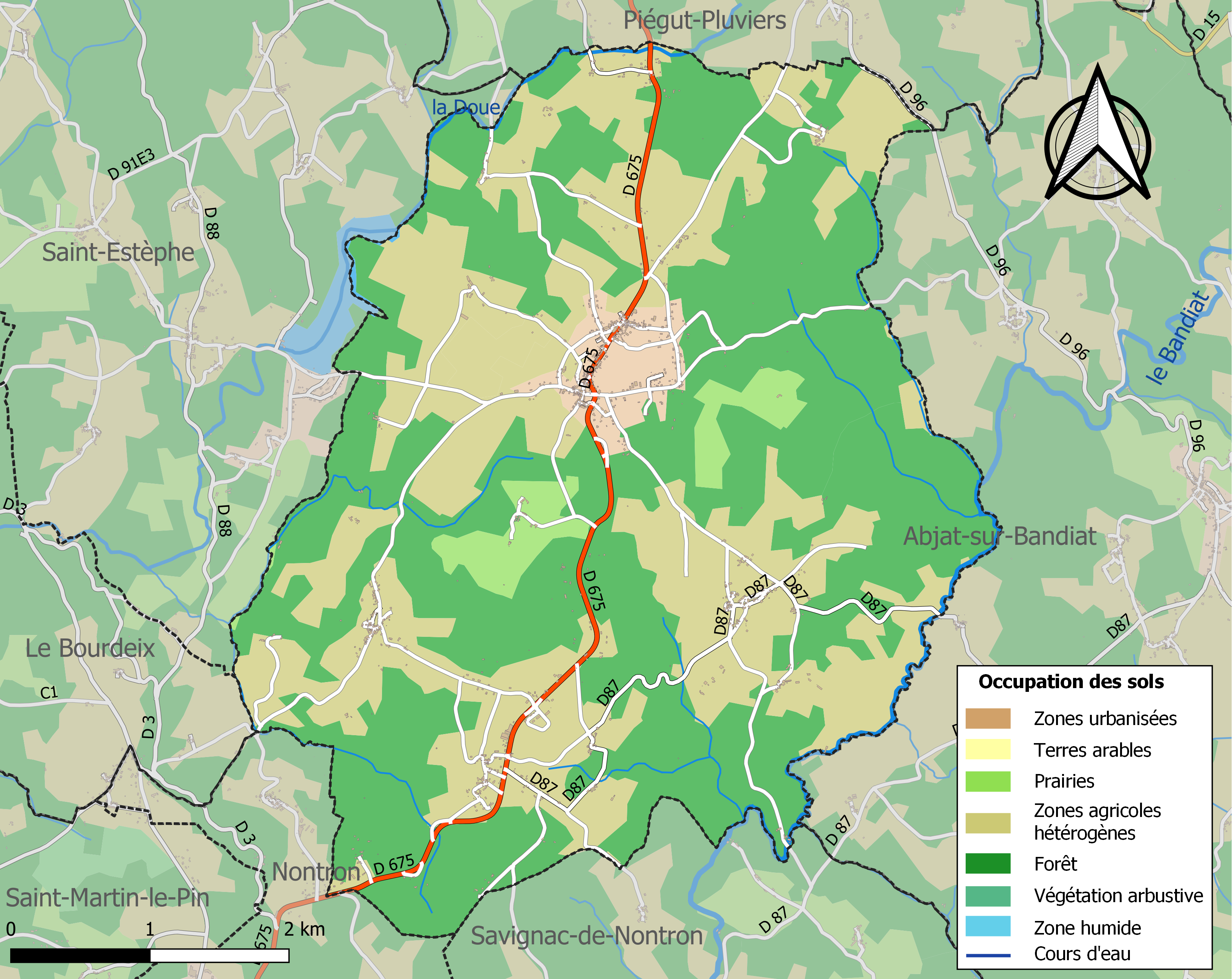
Bodenbedeckung in Augignac

Die Bodenbedeckung der Gemeinde Augignac schlüsselt sich im Jahr 2018 gemäß der europäischen Datenbank CORINE Land Cover (CLC) wie folgt auf:
- Wälder – 55,1 %
- heterogene landwirtschaftliche Nutzung – 38,6 %
- Wiesen – 3,2 %
- Urbanisiert – 3,1 %

Wälder und seminaturelle Ländereien stehen mit 55,1 % eindeutig im Vordergrund und haben im Vergleich mit 1990 (53,7 %) sogar leicht zugenommen.

## Hydrographie

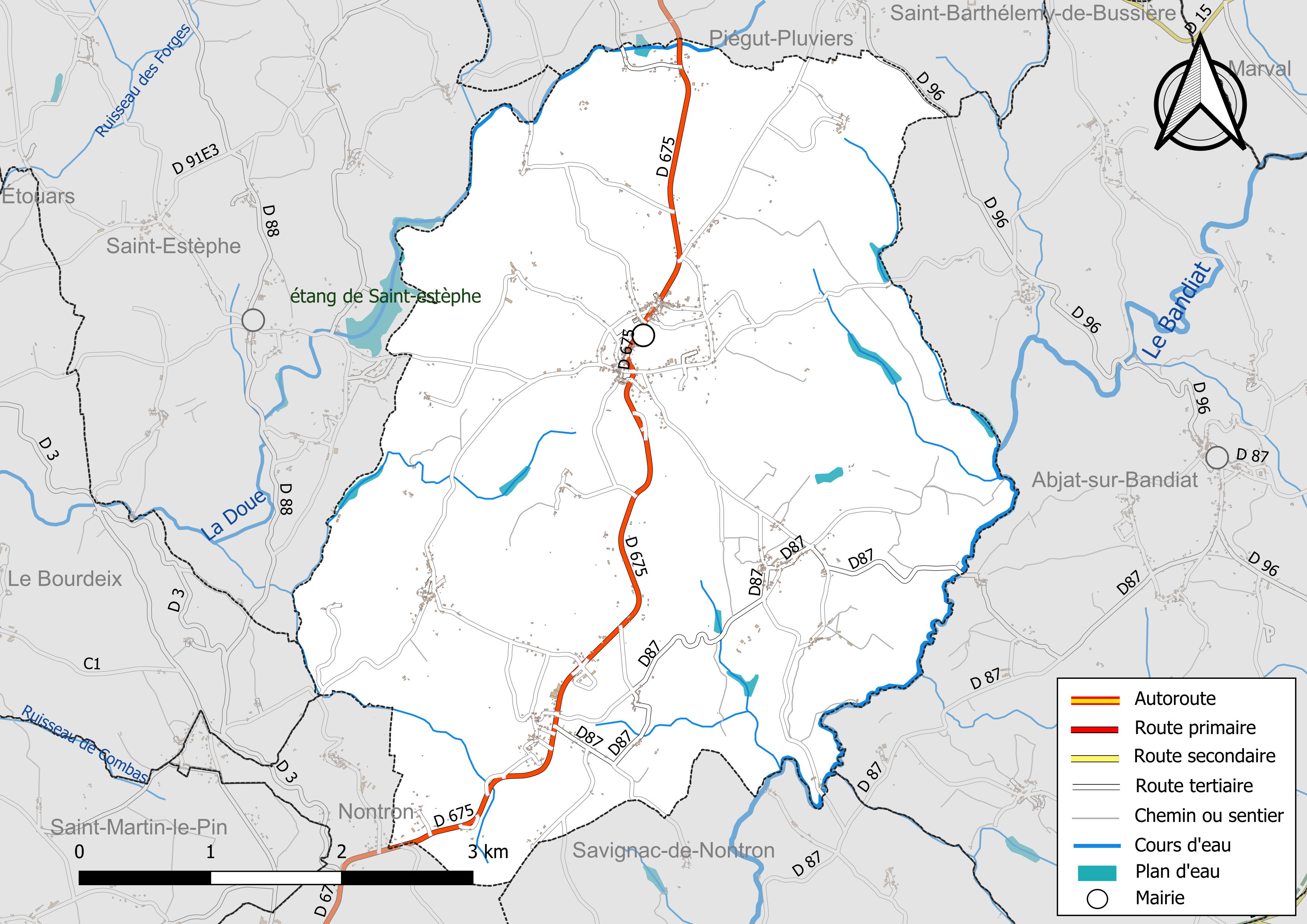
Hydrographische Karte von Augignac

Die Südostgrenze des Gemeindegebiets zu Abjat-sur-Bandiat wird vom nach Südwesten entwässernden Bandiat gebildet, welcher dem Entwässerungsnetz der Charente angehört. Die Doue stellt im Nordwesten die Grenze zu Piégut-Pluviers und Saint-Estèphe. Sie fließt ebenfalls in südwestliche Richtung zum Bandiat hin ab. Das Gemeindegebiet liegt folglich auf einem Höhenrücken zwischen den beiden genannten Flussläufen; dieser Höhenrücken wird allmählich gen Südsüdwest niedriger. Der Bandiat besitzt im Gemeindegebiet drei kleine rechtsseitige Nebenbäche, die nach Südosten drainieren. Die Doue nimmt linksseitig einen aus Puybegout kommenden Seitenast auf, der kurz vor seiner Mündung von rechts einen kleinen Zustrom erhält, welcher bei Le Moulin de Lapeyre und bei Le Moulin de Tignac rückgestaut wird.
Die Gesamtlänge des Entwässerungsnetzes beträgt 20 Kilometer.

## Geologie

Geologische Karte von Augignac

Augignac liegt vollständig auf dem zum Grundgebirge des nordwestlichen Massif Central gehörenden Piégut-Pluviers-Granodiorit, der im Gemeindegebiet vorwiegend in seiner grobkörnigen Normalfazies (γ3M) ansteht. Bei Puybégout ist jedoch die grobkörnige Porphyrfazies (pγ3M) aufgeschlossen. Der Ortskern wird von einigen rosafarbenen, mehrere Kilometer aushaltenden Mikrogranitgängen (μγ) in NNW- und NNO-Richtung und auch mehreren Störungen in NW-, NNW- und N-Richtung durchzogen. Die mehr oder weniger senkrecht stehenden Gänge zeigen Mächtigkeiten im Dezimeter- bis hin zum Meterbereich.
Das sich erweiternde Bandiattal östlich von Les Chadauds wird von holozänem Alluvium (Formation Fz) ausgefüllt.
Im äußersten Nordosten bei Laubanie wird der eigentliche Granodiorit von grusigen Alteriten (Formation A) maskiert.

## Naturrisiken

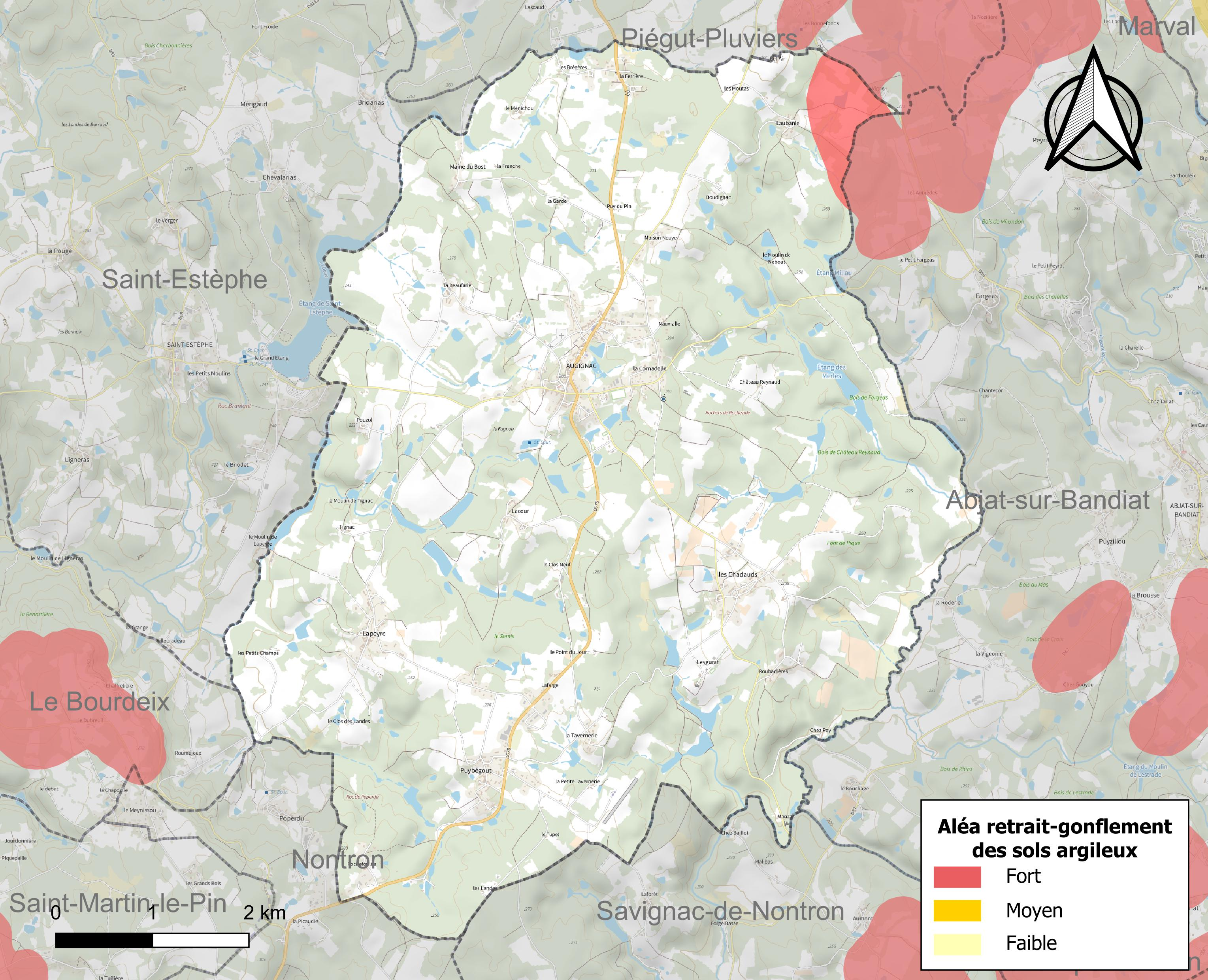
Risikokarte des Quellungs/Schrumpfungsverhältnisses von Tonmineralen in Böden für Augignac

Naturrisiken manifestieren sich in Augignac als
- Überschwemmungen und den mit ihnen assoziierten Schlammströmen und Hangrutschungen entlang der Flussläufe
- Dürren
- Stürme
- Bodensetzungen.

In den Jahren 1982, 1983, 1999, 2009 und 2018 kam es aufgrund erhöhter Niederschläge zu Überschwemmungen, größeren Bodenbewegungen und Rutschungen (insbesondere 1999).
Ein Dürrejahr war 2005. In diesem Jahr herrschte erhöhte Waldbrandgefahr.
Ein herausragendes Wintersturmereignis war das Sturmtief Martin im Dezember 1999, das enorme Schäden an den Wäldern und auch an der Infrastruktur hinterließ. Die Zerstörungen in den Wäldern sind selbst im Jahr 2025 noch zu erkennen.
Wie die Risikokarte zeigt, ist Augignac so gut wie nicht von der Gefahr durch Bodensetzungen betroffen. Eine Ausnahme bildet ein kleiner Zwickel (1,3 % des Gemeindegebiets) mit grusigen Alteriten im Nordosten bei Laubanie.
Die Erdbebengefahr ist als relativ niedrig einzustufen, am Westrand des Massif Central sind recht seltene Beben der Stärke 3 auf der Richterskala bekannt.

## Ökologie

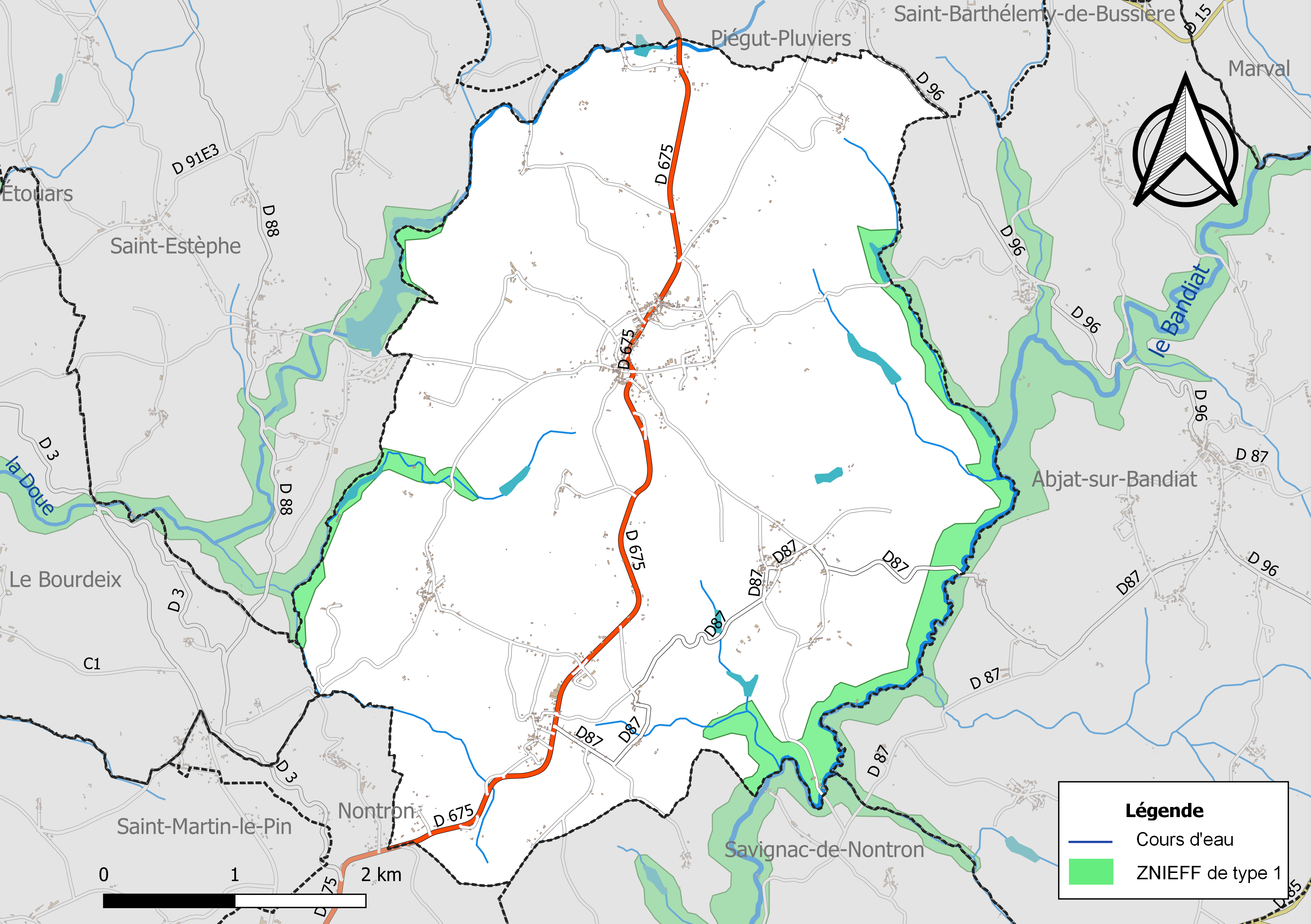
Schutzgebiete in Augignac

### Naturpark
Augignac bildet seit 1998 Teil des Regionalen Naturparks Périgord-Limousin.

### Schutzgebiet
Unter Naturschutz stehen das Bandiattal im Osten, der flussabwärtige Teil seiner beiden rechten Nebenflüsse, das Tal der Doue im Westen sowie der Unterlauf eines ihrer linken Nebenflüsse (siehe die rechts  nebenstehende Karte). Diese Gebiete sind als kontinentale ZNIEFF (Französisch zone naturelle d'intérêt écologique, faunistique et floristique) des Typus 1 unter der Bezeichnung Vallées du réseau hydrographique du Bandiat ausgewiesen.
Die Flora besteht aus über 100 Pflanzenarten mit Großer Odermennig (Agrimonia procera) und Atlantisches Hasenglöckchen (Hyacinthoides non-scripta) als Indikatorpflanzen.

## Bevölkerungsentwicklung
| Jahr | Einwohner |  |
| 1962 | 954       |  |
| 1968 | 876       |  |
| 1975 | 791       |  |
| 1982 | 818       |  |
| 1990 | 838       |  |
| 1999 | 791       |  |
| 2005 | 811       |  |
| 2006 | 811       |  |
| 2010 | 836       |  |
| 2015 | 815       |  |
| 2016 | 814       |  |
| 2017 | 814       |  |
| 2019 | 821       |  |
| 2020 | 824       |  |
| 2022 | 825       |  |

Quelle: INSEE
Die Bevölkerungszahlen von Augignac waren bis 1975 rückläufig. Seitdem haben sie sich unter leichten Fluktuationen wieder stabilisiert.
Bei einer Fläche von 22,64 Quadratkilometer beträgt die Bevölkerungsdichte 36 Einwohner/km².

## Wirtschaft

### Beschäftigung
Im Jahr 2019 betrug die erwerbsfähige Bevölkerung zwischen 15 und 64 Jahren 482 Personen (74,8 % der Gesamtbevölkerung). Davon hatten 435 Personen (67,3 % der Gesamtbevölkerung), eine Beschäftigung, als arbeitslos waren 47 Personen gemeldet (7,5 %).

### Unternehmen
Am 31. Dezember 2015 waren in der Gemeinde 72 Unternehmen angesiedelt, davon 46 in Handel, Transport und Dienstleistungen, 12 im Baugewerbe, 8 in Industrie, 3 in Landwirtschaft, Forst oder Fischerei und 3 in Verwaltung, Bildung, Gesundheit oder Sozialhilfe.

## Bürgermeister
Bürgermeister von Augignac ist seit April 2014 Pierre Peyrazat. Er wurde im Mai 2020 von Bernard Bazinet abgelöst.

## Präsidentschaftswahlen 2022
| Kandidaten                       | Kandidaten            | Parteien                      | Parteien            | 1. Wahlgang | 1. Wahlgang | 2. Wahlgang | 2. Wahlgang |
| Kandidaten                       | Kandidaten            | Parteien                      | Parteien            | Stimmen     | %           | Stimmen     | %           |
| -------------------------------- | --------------------- | ----------------------------- | ------------------- | ----------- | ----------- | ----------- | ----------- |
|                                  | Marine Le Pen         | Front national                | FN                  | 158         | 30,50 %     | 247         | 52,78 %     |
|                                  | Emmanuel Macron       | En marche !                   | EM                  | 116         | 22,39 %     | 221         | 47,22 %     |
|                                  | Jean-Luc Mélenchon    | Front de gauche               | FDG                 | 106         | 20,46 %     |             |             |
|                                  | Éric Zemmour          | Reconquête                    |                     | 22          | 4,25 %      |             |             |
|                                  | Valérie Pécresse      | Les Républicains              | LR                  | 25          | 4,83 %      |             |             |
|                                  | Jean Lassalle         | Résistons !                   | R                   | 31          | 5,98 %      |             |             |
|                                  | Anne Hidalgo          | Parti socialiste              | PS                  | 6           | 1,16 %      |             |             |
|                                  | Fabien Roussel        | Parti communiste français     | PC                  | 18          | 3,47 %      |             |             |
|                                  | Nicolas Dupont-Aignan | Debout la République          | DLR                 | 17          | 3,28 %      |             |             |
|                                  | Yannick Jadot         | Europe Écologie-Les Verts     | EELV                | 9           | 1,74 %      |             |             |
|                                  | Nathalie Arthaud      | Lutte Ouvrière                | LO                  | 3           | 0,58 %      |             |             |
|                                  | Philippe Poutou       | Nouveau Parti anticapitaliste | NPA                 | 7           | 1,35 %      |             |             |
|                                  |                       |                               |                     |             |             |             |             |
| Gesamt                           | Gesamt                | Gesamt                        | Gesamt              | 518         | 100 %       | 468         | 100 %       |
|                                  |                       |                               |                     |             |             |             |             |
| Gültige Stimmen                  | Gültige Stimmen       | Gültige Stimmen               | Gültige Stimmen     | 518         | 97,19 %     | 468         | 87,80 %     |
| Ungültige Stimmen                | Ungültige Stimmen     | Ungültige Stimmen             | Ungültige Stimmen   | 15          | 2,81 %      | 65          | 12,20 %     |
| Wahlbeteiligung                  | Wahlbeteiligung       | Wahlbeteiligung               | Wahlbeteiligung     | 533         | 82,13 %     | 533         | 82,13 %     |
| Enthaltungen                     | Enthaltungen          | Enthaltungen                  | Enthaltungen        | 116         | 17,87 %     | 116         | 17,87 %     |
| Registrierte Wähler              | Registrierte Wähler   | Registrierte Wähler           | Registrierte Wähler | 649         |             | 649         |             |
|                                  |                       |                               |                     |             |             |             |             |
| Quelle: Ministère de l'Intérieur |                       |                               |                     |             |             |             |             |

In den Präsidentschaftswahlen 2022 ging in Augignac Marine Le Pen als Siegerin hervor.

## Sehenswürdigkeiten
- Die romanische Kirche Saint-Martial von Augignac.
- Roc de Poperdu, ein Felsenchaos aus großen Granodioritblöcken.
- Roche Eyside, Felsenchaos.
- Roche de Pierre Tanche.
- Schloss Leygurat aus dem 13. Jahrhundert.

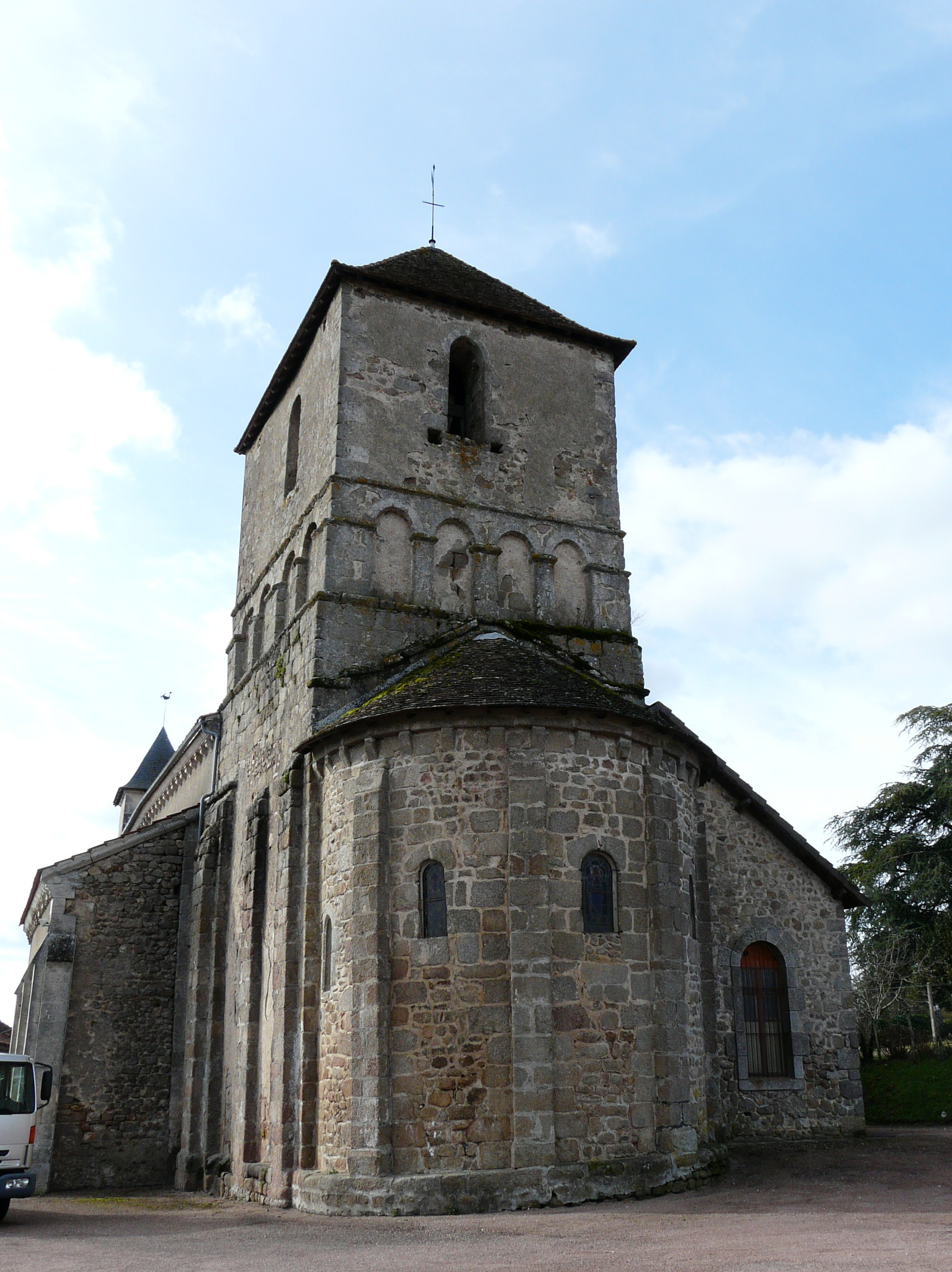
Das Absidenende der Kirche Saint-Martial von Osten
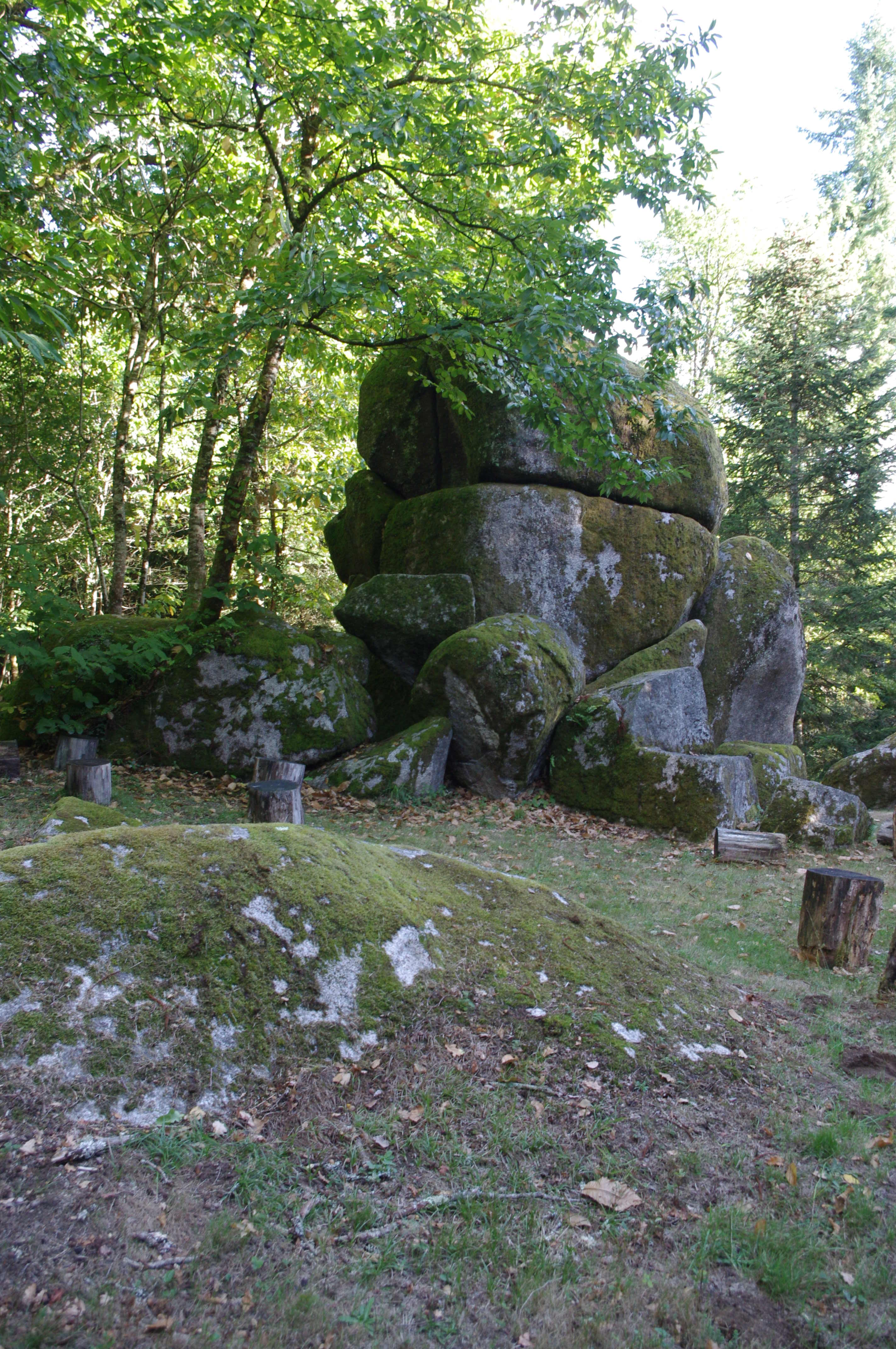
Felsenchaos Roche Eyside aus Granodiorit
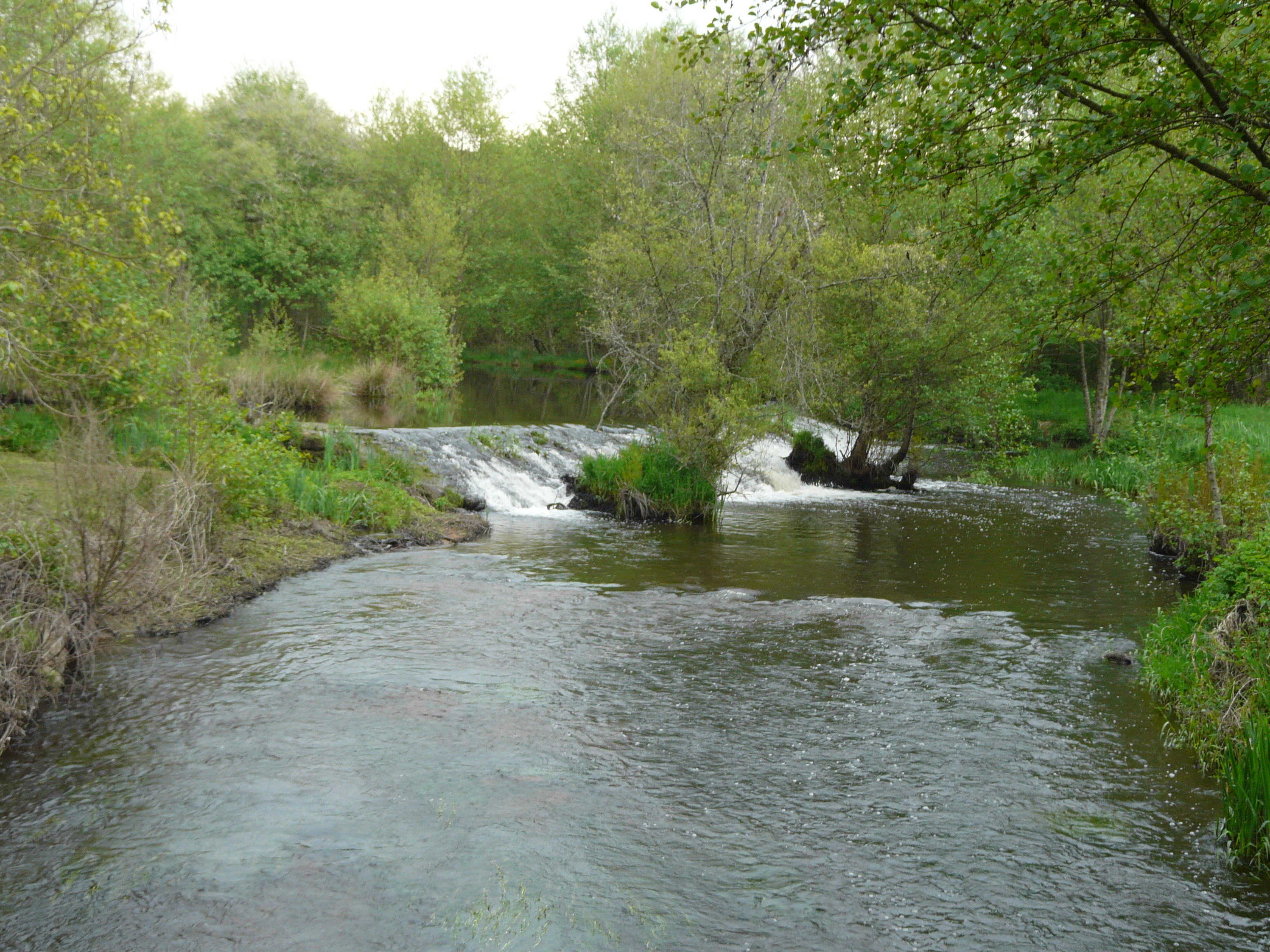
Der Bandiat flussaufwärts vom Weiler Chez Pey
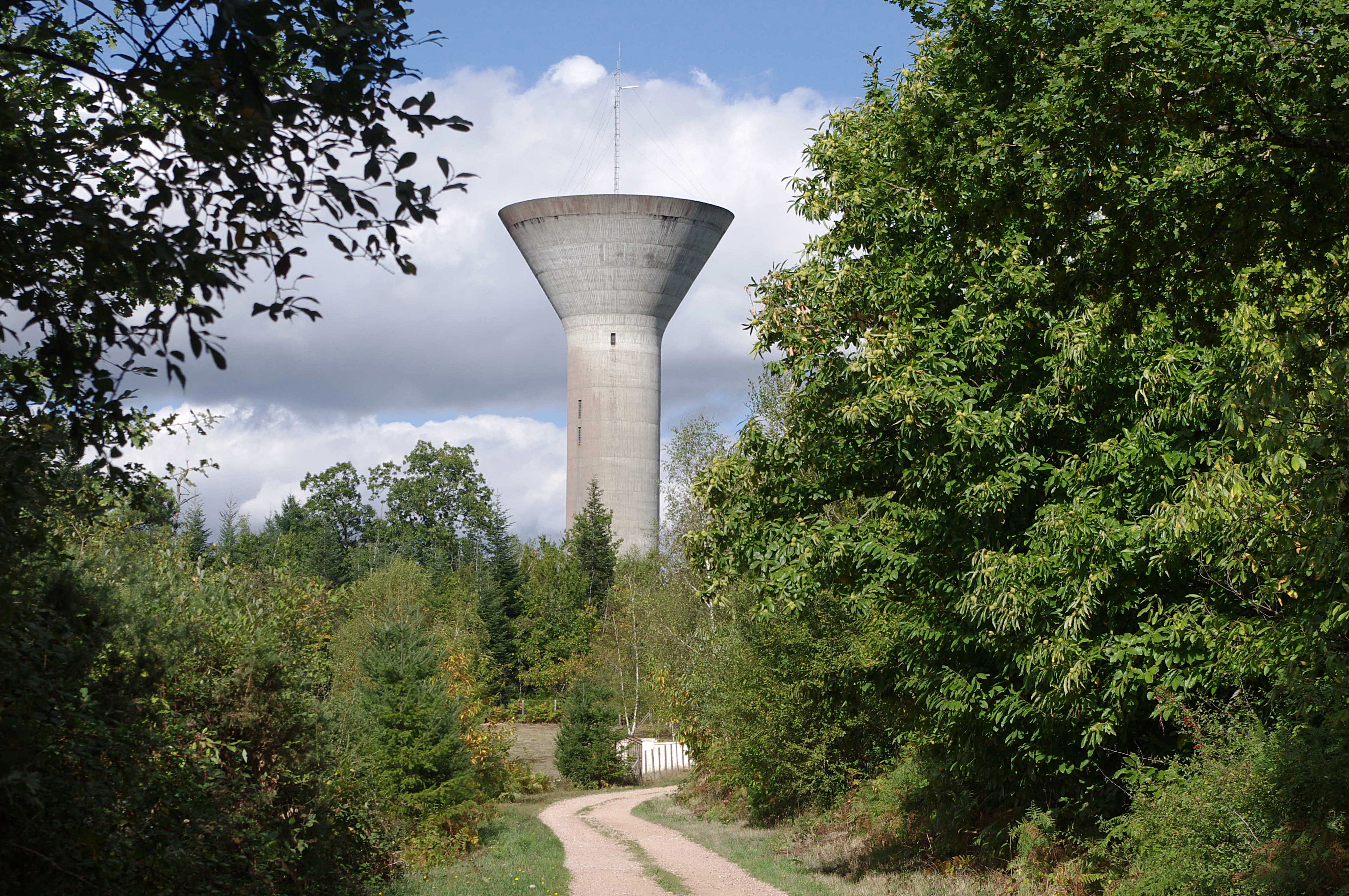
Wasserturm
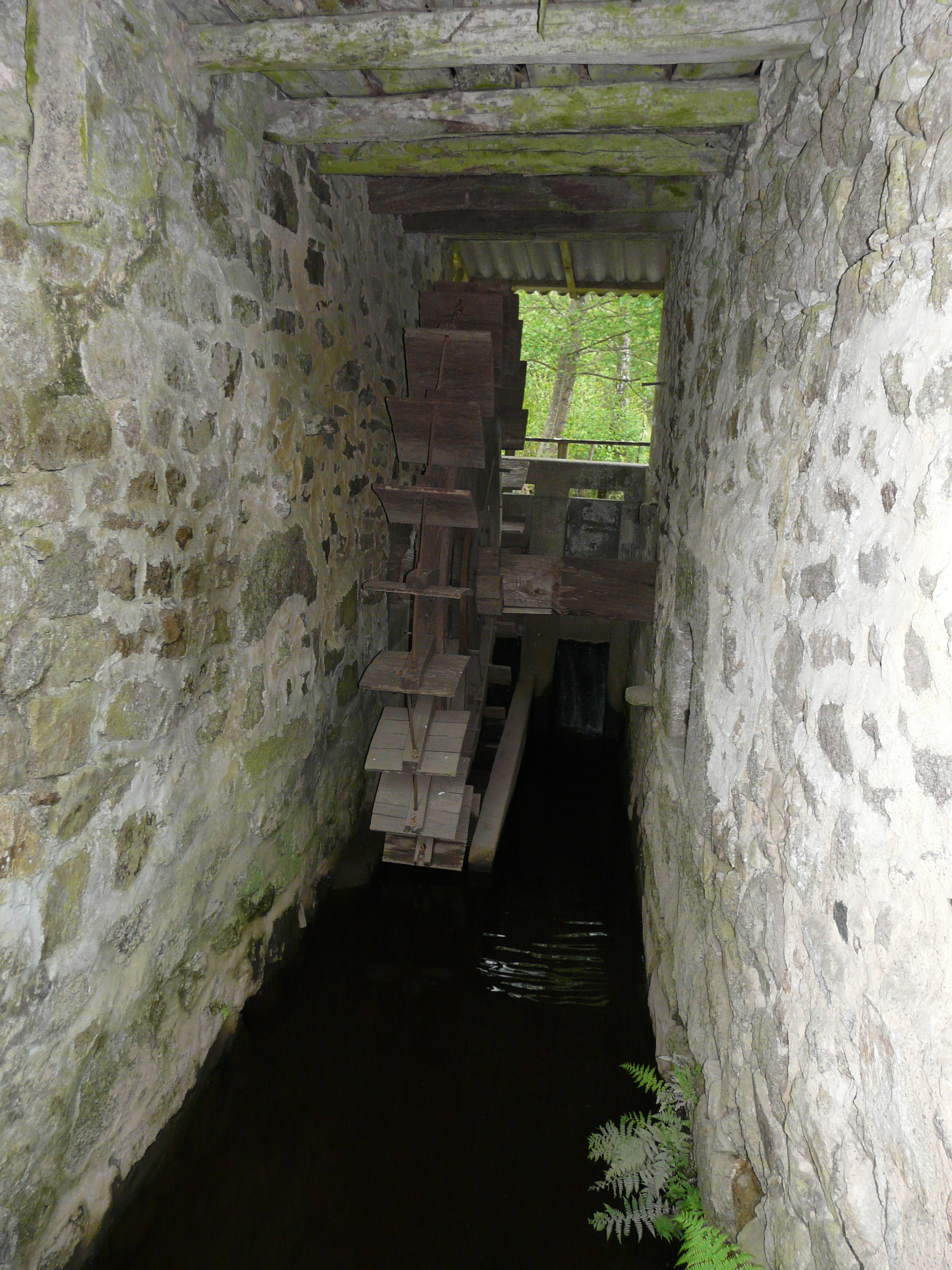
Mühlrad von Chez Pey
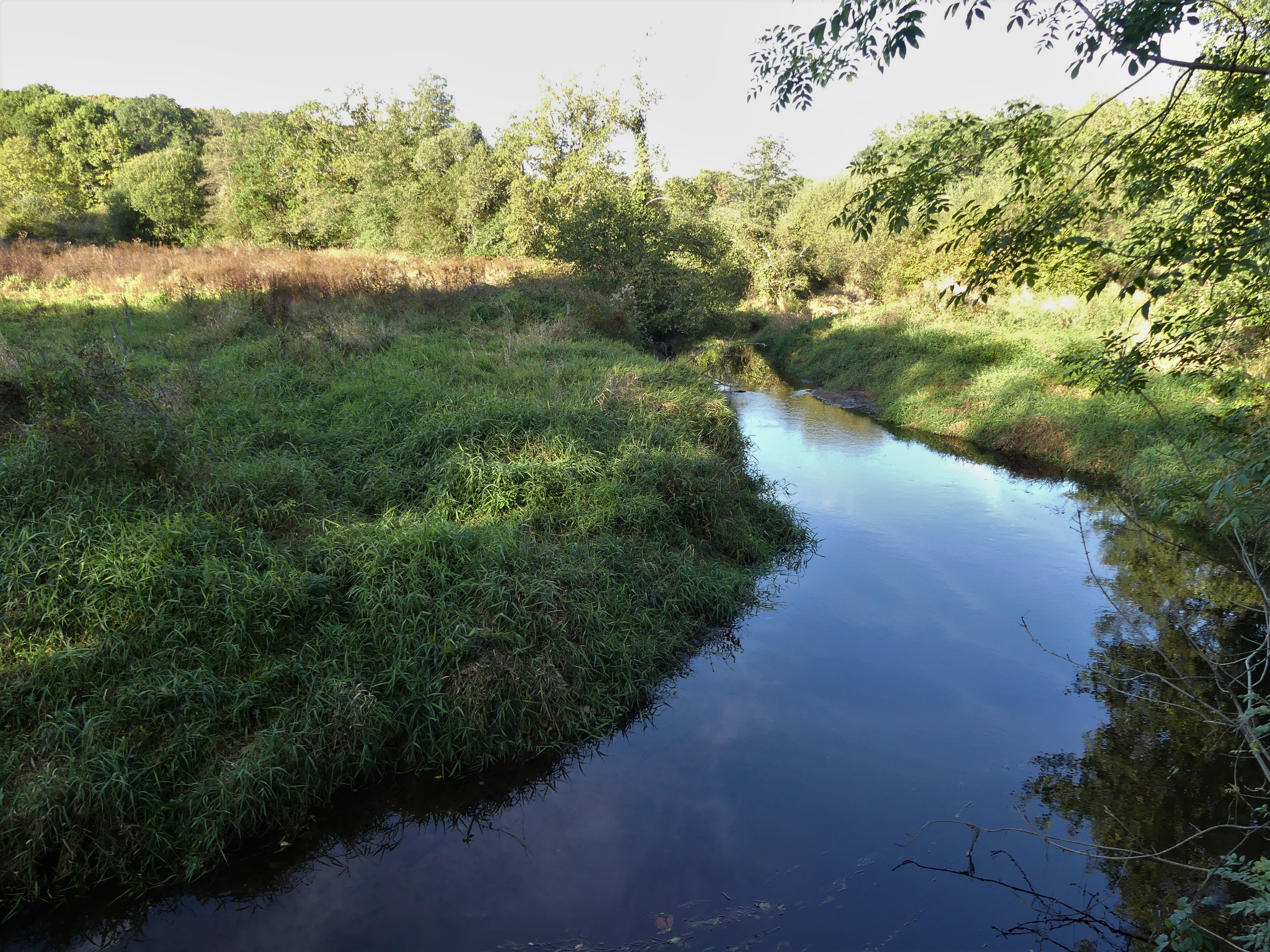
Der Bandiat flussaufwärts vom Pont de la Roderie